# Dienstühlen
Dienstühlen ist ein Wohnplatz der nordrhein-westfälischen Stadt Halver im Märkischen Kreis.

## Lage und Geografie
Dienstühlen liegt im westlichen Halver an der Stadtgrenze zu Radevormwald nahe der Bundesstraße 229. Nachbarorte sind Schwenke, In den Kuhlen, In den Eicken und Walde. Der Ort ist über eine Nebenstraßen Kreisstraße 3 bei Schwenke erreichbar. Im Ort befindet sich eine Kapelle.

## Geschichte
Dienstühlen wurde erstmals 1513 urkundlich erwähnt, die Entstehungszeit der Siedlung wird aber im Zeitraum zwischen 1300 und 1400 in der Folge der zweiten mittelalterlichen Rodungsperiode vermutet.
1818 lebten vier Einwohner im Ort. 1838 gehörte Dienstühlen der Eickhöfer Bauerschaft innerhalb der Bürgermeisterei Halver an. Der laut der Ortschafts- und Entfernungs-Tabelle des Regierungs-Bezirks Arnsberg als Kotten kategorisierte Ort besaß zu dieser Zeit ein Wohnhaus. Zu dieser Zeit lebten zwölf Einwohner im Ort, allesamt evangelischen Glaubens.
Das Gemeindelexikon für die Provinz Westfalen von 1887 gibt eine Zahl von zwölf Einwohnern an, die in einem Wohnhaus lebten.
Bei Dienstühlen verlief auf der Trasse der heutigen Bundesstraße 229 und der Kreisstraße 3 eine vermutlich frühgeschichtliche Altstraße von Schwelm über Radevormwald nach Wegerhof, die als Eisen- und Kohlenstraße genutzt wurde. Diese wurde von einer weiteren wichtigen Altstraße von Wipperfürth nach Breckerfeld gekreuzt. 
Am 30. Juni 1910 erhielt das benachbarte Schwenke mit der Eröffnung der Wuppertalbahn Anschluss an das Eisenbahnnetz. Bei Dienstühlen befand sich der Bahnhof Schwenke an der von Wuppertal-Oberbarmen bzw. Remscheid-Lennep über Krebsöge und Radevormwald, Schwenke und Halver nach Oberbrügge verlaufenden Nebenbahn. Die nie von wirtschaftlicher Bedeutung gewesene Eisenbahnlinie wurde bereits zum 30. Mai 1964 im Personenverkehr stillgelegt. Einige Jahre später erfolgte auch die Einstellung des Güterverkehrs und schließlich der Abbau der Strecke.